# Sakura 3A
Sakura 3A o CS-3A (Communications Satellite 3A) fue el nombre de un satélite de comunicaciones comercial japonés lanzado el 19 de febrero de 1988 mediante un cohete H-I desde la base de Tanegashima a una órbita geoestacionaria.
Formaba parte de la red de satélites de comunicaciones propios japoneses para uso durante desastres naturales, emergencias y transmisión a las islas más remotas del archipiélago japonés, y fue sucesor de los satélites de comunicaciones Sakura 2A y Sakura 2B.